# Manhiça
Manhiça ist eine Kleinstadt (vila) in der Provinz Maputo im Süden Mosambiks an der Grenze zur Provinz Gaza. Manhiça ist ein Verwaltungsposten (posto administrativo), ein Munizip mit Selbstverwaltungsrechten und zugleich der Hauptort des gleichnamigen Distrikts. 2005 lebten in dem Ort etwa 60.031 Menschen.

## Geographie
Die Stadt befindet sich direkt am rechten Ufer des Flusses Incomáti, ein Fluss, der von Südafrika nach Mosambik fließt und südlich von Manhiça in den Indischen Ozean mündet.
Zwischen der Hauptstadt Maputo und Manhiça liegen gut 75 Kilometer. In dem Ort (bzw. im Gebiet des Verwaltungspostens gleichen Namens) lebten zum 1. Januar 2005 etwa 60.031 Menschen. Zu Manhiça wird auch die umliegende Ortschaft Maciana dazugezählt. Damit ist der Verwaltungsposten selbst 412 Quadratkilometer groß.
Durch den Ort führt die Fernstraße EN1, die Süd- mit Nordmosambik verbindet und zu den wichtigsten Verkehrsverbindungen des Landes  gehört. Bedeutung hat der Ort deshalb vor allem für Durchreisende.

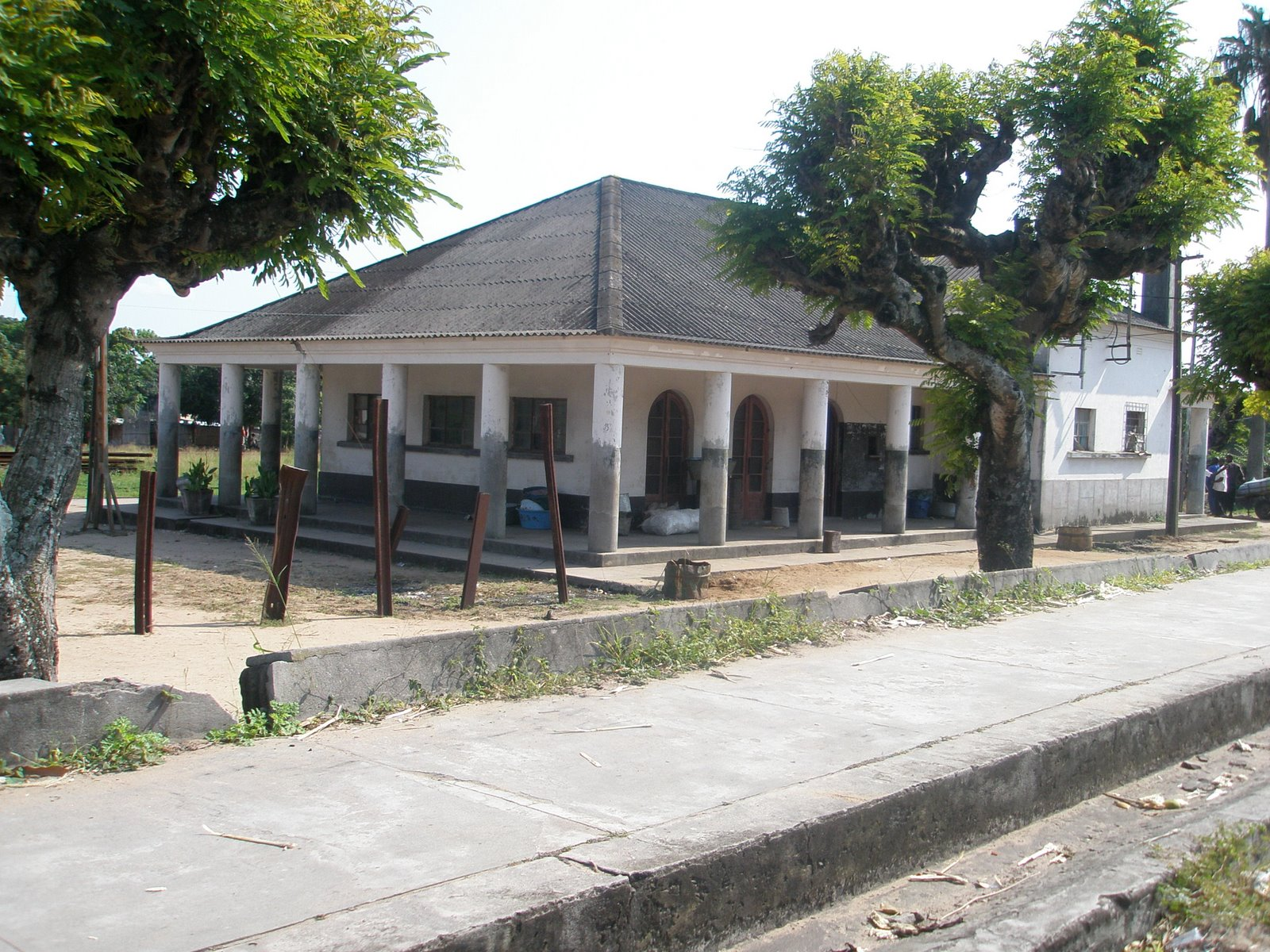
Bahnhof von Manhiça an der Linha de Limpopo

## Geschichte
Manhiça wurde am 18. Mai 1957 zu portugiesischer Kolonialzeit zur Kleinstadt (Vila) erhoben und erhielt damit eine (beschränkte) Selbstverwaltung. Seit 1998 ist Manhiça ein Munizip (in etwa Stadtkreise, portugiesisch: município). Die Schaffung eines Munizips ist vor allem mit dem Privileg verbunden, die Lokalverwaltung bei den Kommunalwahlen selbst wählen zu können. Seitdem wählte die lokale Bevölkerung stets die Kandidaten der FRELIMO: Laura Daniel Tamele (1998), Alberto Chicuamba (2003, 2008) und Luís Munguambe (2013).

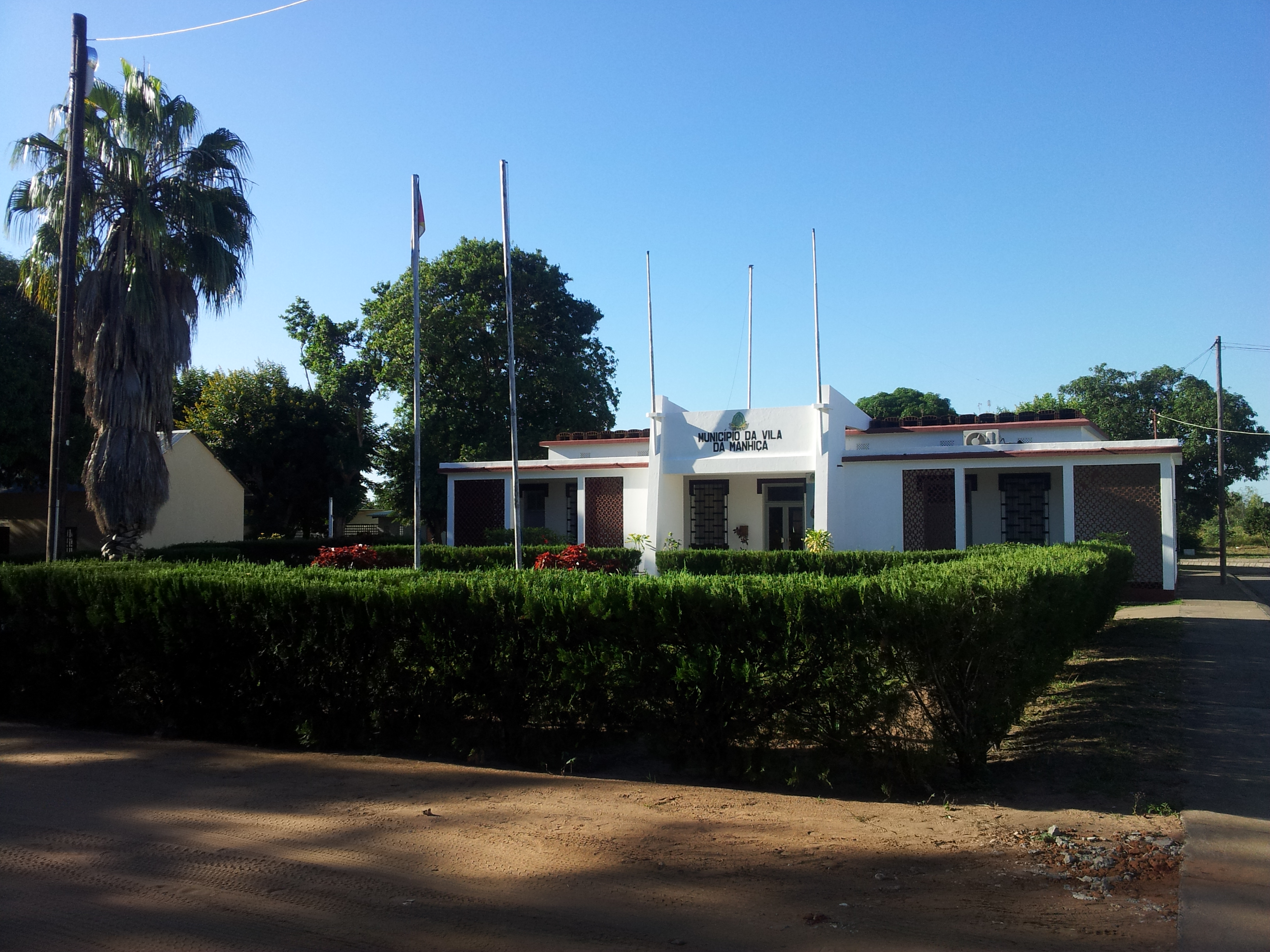
Rathaus (Conselho Municipal)

## Wirtschaft
Die lokale Bevölkerung lebt vor allem von der Landwirtschaft und von Handel. Der Ort profitiert insbesondere von den Reisenden auf der nationalen Fernstraße EN1, die den Ort passiert.

## Persönlichkeiten
Der Diplomat Carlos dos Santos (* 1961) wurde in Manhiça geboren.